# 羅博季夫卡
49°1′58″N 33°45′51″E / 49.03278°N 33.76417°E
羅博季夫卡（羅馬化：Robotivka），是烏克蘭的村落，位於該國中部波爾塔瓦州，由克雷門丘克區負責管轄，分別距離科別利亞喬克3公里和薩利夫卡2.5公里，海拔高度78米，2001年人口160。